# Honeyde Bertussi
Honeyde Bertussi (Caxias do Sul, 20 de fevereiro de 1923 – Caxias do Sul, 4 de janeiro de 1996) foi um compositor, cantor e acordeonista brasileiro. De ascendência italiana, junto de seu irmão, Adelar Bertussi, formou a dupla Irmãos Bertussi, que mantiveram entre 1949 e 1965 com sucessos como Cancioneiro das Coxilhas, São Francisco É Terra Boa, Cavalo Preto, Sangue de Gaúcho, O Casamento da Doralice e Oh de Casa.
Após a separação da dupla em 1965 seu filho acordeonista Daltro Bertussi formou com ele a dupla Os Bertussi (1965 a 1967). Em 1967 se junta a dupla Paulo Siqueira. Em 1971 Daltro deixou de tocar, ficando somente Honeyde Bertussi e Paulo Siqueira, primo de Adelar e Honeyde Bertussi. Os Bertussi durou até Honeyde parar de tocar em dupla em 1979, quando Paulo Siqueira montou o Grupo Velha Porteira. Depois Honeyde seguiu carreira solo, tendo atuado em apresentações com vários conjuntos até sua morte.
Em 1998, foi instituída pelo ex-vereador Francisco Spiandorello a Medalha Honeyde Bertussi, que tem como objetivo reconhecer as personalidades que contribuem com a conservação da cultura gaúcha na cidade de Caxias do Sul. Em pesquisa de opinião desenvolvida em 1999 junto a 100 líderes comunitários de diferentes áreas por acadêmicos do Curso de Jornalismo da Universidade de Caxias do Sul, foi eleito uma das 30 Personalidades de Caxias do Sul — Destaques do Século XX.

## Discografia

### Irmãos Bertussi (Honeyde Bertussi e Adelar Bertussi)
- LP Coração Gaúcho (1955) Gravadora: Copacabana
- LP Coração Gaúcho Vol.2 (1956) Gravadora: Copacabana
- LP Só Para Você (1957) Gravadora: Copacabana (sendo esse um LP instrumental de músicas clássicas)
- LP Nos Pagos do Sul (1958) Gravadora: Copacabana
- LP Passeando nos Pagos (1960) Gravadora: RCA Victor
- LP Que Linda é A Vida (1961) (Instrumental de músicas clássicas) Gravadora: RCA Victor
- LP Oh! De Casa... (1962) Gravadora: RCA Victor
- LP Amor Del Alma (1963) (Clássico) Gravadora: RCA Victor

### Os Bertussi (Honeyde Bertussi e Daltro Bertussi)
- LP O Gaúcho (1967) Gravadora: RCA Camden
- LP Os Cancioneiros das Coxilhas (1968) Gravadora: Chantecler

### Os Bertussi (Honeyde Bertussi, Daltro Bertussi e Paulo Siqueira)
- LP Os Cancioneiros das Coxilhas Vol.2 (1970) Gravadora: Chantecler

### Os Bertussi (Honeyde Bertussi e Paulo Siqueira)
- LP Velha Porteira (1973) Gravadora: Copacabana
- LP O Tempo e a Vida (1975) Gravadora: Copacabana
- LP Desculpe (1978) Gravadora: Copacabana

### Honeyde Bertussi
- LP Honeyde Bertussi (1980) Gravadora: Copacabana
- LP O Grito do Tempo (1984) Gravadora: Copacabana